# Раткова
Раткова (словац. Ratková) — село, громада в окрузі Ревуца, Банськобистрицький край, Словаччина. Населення — 613 осіб (на 31 грудня 2017 р.).
Вперше згадується в 1413 році.

## Транспорт
Автошлях 526 (Cesta II. triedy 526 (Slovensko)) Devičie — Bzovík — Senohrad … Stará Huta — Kriváň — Hriňová — Kokava nad Rimavicou — Hnúšťa — Jelšava — Rožňava.

## Населення
| Рік:            | 1994. | 2004.   | 2014.   | 2024.    |
| --------------- | ----- | ------- | ------- | -------- |
| Кількість осіб: | 525   | 562     | 583     | 650      |
| Різниця:        |       | +7,04 % | +3,73 % | +11,49 % |

| Рік:            | 2023. | 2024.   |
| --------------- | ----- | ------- |
| Кількість осіб: | 648   | 650     |
| Різниця:        |       | +0,30 % |